# Campeonato Mundial Júnior de Patinação Artística no Gelo de 1996
O Campeonato Mundial Júnior de Patinação Artística no Gelo de 1996 foi a vigésima primeira edição do Campeonato Mundial Júnior de Patinação Artística no Gelo, um evento anual de patinação artística no gelo organizado pela União Internacional de Patinação (em inglês:  International Skating Union) onde os patinadores artísticos competem pelo título de campeão mundial júnior. A competição foi disputada entre os dias 26 de novembro e 2 de dezembro de 1995, na cidade de Brisbane, Austrália.

## Eventos
- Individual masculino
- Individual feminino
- Duplas
- Dança no gelo

## Medalhistas
| Evento                        | Ouro                                              | Prata                                            | Bronze                                              |
| Individual masculino detalhes | Alexei Yagudin · Rússia                           | Takeshi Honda · Japão                            | Zhengxin Guo · China                                |
| Individual feminino detalhes  | Elena Ivanova · Rússia                            | Elena Pingacheva · Rússia                        | Nadezhda Kanaeva · Rússia                           |
| Duplas detalhes               | Viktoria Maksiuta · Vladislav Zhovnirski · Rússia | Evgenia Filonenko · Igor Marchenko · Ucrânia     | Danielle Hartsell · Steve Hartsell · Estados Unidos |
| Dança no gelo detalhes        | Ekaterina Davydova · Roman Kostomarov · Rússia    | Isabelle Delobel · Olivier Schoenfelder · França | Natalia Gudina · Vitali Kurkudym · Ucrânia          |

## Resultados

### Individual masculino
| Pos.                                                  | Nome                | Nacionalidade  | Pontos | QA | QB | PC | PL |
| ----------------------------------------------------- | ------------------- | -------------- | ------ | -- | -- | -- | -- |
| Medalha de ouro                                       | Alexei Yagudin      | Rússia         | 1.5    |    | 1  | 1  | 1  |
| Medalha de prata                                      | Takeshi Honda       | Japão          | 3.0    | 1  |    | 2  | 2  |
| Medalha de bronze                                     | Zhengxin Guo        | China          | 5.5    | 11 |    | 5  | 3  |
| 4                                                     | Szabolcs Vidrai     | Hungria        | 5.5    |    |    | 3  | 4  |
| 5                                                     | Sergei Davydov      | Rússia         | 7.0    |    | 2  | 4  | 5  |
| 6                                                     | Evgeni Plushenko    | Rússia         | 10.5   |    | 3  | 7  | 7  |
| 7                                                     | Timothy Goebel      | Estados Unidos | 12.0   | 4  |    | 12 | 6  |
| 8                                                     | Yamato Tamura       | Japão          | 14.0   | 2  |    | 8  | 10 |
| 9                                                     | Jere Michael        | Estados Unidos | 15.5   |    | 5  | 13 | 9  |
| 10                                                    | Neil Wilson         | Reino Unido    | 16.0   |    | 4  | 16 | 8  |
| 11                                                    | David Jäschke       | Alemanha       | 16.0   | 13 |    | 10 | 11 |
| 12                                                    | Naoki Shigematsu    | Japão          | 16.5   |    |    | 9  | 12 |
| 13                                                    | Stanick Jeannette   | França         | 17.0   | 3  |    | 6  | 14 |
| 14                                                    | Gabriel Monnier     | França         | 22.5   | 6  |    | 11 | 17 |
| 15                                                    | Florian Tuma        | Áustria        | 24.0   | 5  |    | 22 | 13 |
| 16                                                    | Vitali Danilchenko  | Ucrânia        | 24.5   | 14 |    | 17 | 16 |
| 17                                                    | Róbert Kažimír      | Eslováquia     | 27.5   |    | 6  | 23 | 15 |
| 18                                                    | Maxim Shevtsov      | Ucrânia        | 28.0   | 10 |    | 18 | 19 |
| 19                                                    | Kyu-Hyun Lee        | Coreia do Sul  | 28.0   |    | 12 | 14 | 21 |
| 20                                                    | Andre Kaden         | Alemanha       | 28.5   |    | 7  | 21 | 18 |
| 21                                                    | Ivan Dinev          | Bulgária       | 29.5   | 12 |    | 19 | 20 |
| 22                                                    | Frédéric Dambier    | França         | 29.5   | 7  |    | 15 | 22 |
| 23                                                    | Gheorghe Chiper     | Romênia        | 34.0   |    | 9  | 20 | 24 |
| 24                                                    | Daniel Bellemare    | Canadá         | 35.0   |    | 8  | 24 | 23 |
| 25                                                    | Michael Amentas     | Austrália      | 40.0   |    | 17 | 30 | 25 |
| Não avançaram para a patinação livre / programa longo |                     |                |        |    |    |    |    |
| 26                                                    | Roman Martonenko    | Estônia        | —      | 9  |    | 25 |    |
| 27                                                    | Edoardo de Bernadis | Itália         | —      |    | 10 | 26 |    |
| 28                                                    | Zoltan Koszegi      | Hungria        | —      | 8  |    | 27 |    |
| 29                                                    | Adam Zalegowski     | Polônia        | —      |    | 11 | 28 |    |
| 30                                                    | Vakhtang Murvanidze | Geórgia        | —      |    | 13 | 29 |    |
| 31                                                    | Ricky Cockerill     | Nova Zelândia  | —      |    | 14 | 31 |    |
| Não avançaram para o programa curto                   |                     |                |        |    |    |    |    |
| 32                                                    | Yan Ho Chan         | Hong Kong      | —      |    | 15 |    |    |
| 32                                                    | Collin Thompson     | Canadá         | —      | 15 |    |    |    |
| 34                                                    | Ferdi Skoberla      | África do Sul  | —      |    | 16 |    |    |
| 34                                                    | Alexei Gruber       | Israel         | —      | 16 |    |    |    |
| 36                                                    | Artem Knyazev       | Uzbequistão    | —      |    | 17 |    |    |

### Individual feminino
| Pos.                                                  | Nome               | Nacionalidade  | Pontos | QA | QB | PC | PL |
| ----------------------------------------------------- | ------------------ | -------------- | ------ | -- | -- | -- | -- |
| Medalha de ouro                                       | Elena Ivanova      | Rússia         | 1.5    |    |    | 1  | 1  |
| Medalha de prata                                      | Elena Pingacheva   | Rússia         | 4.0    | 3  |    | 4  | 2  |
| Medalha de bronze                                     | Nadezhda Kanaeva   | Rússia         | 4.0    | 1  |    | 2  | 3  |
| 4                                                     | Fumie Suguri       | Japão          | 5.5    |    | 1  | 3  | 4  |
| 5                                                     | Tara Lipinski      | Estados Unidos | 7.5    |    |    | 7  | 5  |
| 6                                                     | Vanessa Gusmeroli  | França         | 9.5    |    |    | 5  | 7  |
| 7                                                     | Shizuka Arakawa    | Japão          | 11.0   |    |    | 6  | 8  |
| 8                                                     | Shelby Lyons       | Estados Unidos | 14.0   | 2  |    | 16 | 6  |
| 9                                                     | Lucinda Ruh        | Suíça          | 15.0   |    |    | 12 | 9  |
| 10                                                    | Liudmila Ivanova   | Ucrânia        | 15.0   |    | 5  | 10 | 10 |
| 11                                                    | Alisa Drei         | Finlândia      | 16.5   |    | 2  | 9  | 12 |
| 12                                                    | Julia Lautowa      | Áustria        | 17.5   | 4  |    | 13 | 11 |
| 13                                                    | Maria Nikitochkina | Bielorrússia   | 18.0   |    |    | 8  | 14 |
| 14                                                    | Eva-Maria Fitze    | Alemanha       | 20.5   |    | 4  | 15 | 13 |
| 15                                                    | Diána Póth         | Hungria        | 21.5   |    | 3  | 11 | 16 |
| 16                                                    | Fanny Cagnard      | França         | 25.0   |    | 9  | 20 | 15 |
| 17                                                    | Julia Lavrenchuk   | Ucrânia        | 25.0   |    |    | 14 | 18 |
| 18                                                    | Barbara Maros      | Hungria        | 26.0   | 5  |    | 18 | 17 |
| 19                                                    | Joanne Carter      | Austrália      | 28.5   |    | 8  | 17 | 20 |
| 20                                                    | Sofia Penkova      | Bulgária       | 30.5   |    | 7  | 23 | 19 |
| 21                                                    | Klara Bramfeldt    | Suécia         | 31.5   |    | 11 | 21 | 21 |
| 22                                                    | Zoe Jones          | Reino Unido    | 31.5   |    | 10 | 19 | 22 |
| 23                                                    | Sabina Wojtala     | Polônia        | 34.0   |    | 6  | 22 | 23 |
| 24                                                    | Kaja Hanevold      | Noruega        | 36.0   |    |    | 24 | 24 |
| Não avançaram para a patinação livre / programa longo |                    |                |        |    |    |    |    |
| 25                                                    | Niping Tian        | China          | —      | 6  |    | 25 |    |
| 26                                                    | Christel Borghi    | Suíça          | —      | 8  |    | 26 |    |
| 27                                                    | Zuzana Paurova     | Eslováquia     | —      | 9  |    | 27 |    |
| 28                                                    | Min-Ju Jung        | Coreia do Sul  | —      | 11 |    | 28 |    |
| 29                                                    | Rita Chałubińska   | Polônia        | —      | 10 |    | 29 |    |
| 30                                                    | Ana Ivancic        | Croácia        | —      | 7  |    | 30 |    |
| Não avançaram para o programa curto                   |                    |                |        |    |    |    |    |
| 31                                                    | Júlia Sebestyén    | Hungria        | —      |    | 12 |    |    |
| 31                                                    | Madaline Matei     | Romênia        | —      | 12 |    |    |    |
| 33                                                    | Simone Joseph      | África do Sul  | —      |    | 13 |    |    |
| 33                                                    | Rita Dolly Auyeung | Hong Kong      | —      | 13 |    |    |    |
| 35                                                    | Elisa Caraza       | México         | —      |    | 14 |    |    |
| 35                                                    | Michelle Whelan    | Nova Zelândia  | —      | 14 |    |    |    |

### Duplas
| Pos.              | Nome                                       | Nacionalidade  | Pontos | PC | PL |
| ----------------- | ------------------------------------------ | -------------- | ------ | -- | -- |
| Medalha de ouro   | Viktoria Maksiuta / Vladislav Zhovnirski   | Rússia         | 2.0    | 2  | 1  |
| Medalha de prata  | Evgenia Filonenko / Igor Marchenko         | Ucrânia        | 2.5    | 1  | 2  |
| Medalha de bronze | Danielle Hartsell / Steve Hartsell         | Estados Unidos | 5.5    | 5  | 3  |
| 4                 | Magdalena Sroczyńska / Sławomir Borowiecki | Polônia        | 6.0    | 4  | 4  |
| 5                 | Irina Maslennikova / Konstantin Krasnenkov | Rússia         | 6.5    | 3  | 5  |
| 6                 | Natalie Vlandis / Jered Guzman             | Estados Unidos | 9.5    | 7  | 6  |
| 7                 | Viktoria Shliakhova / Alexander Maskov     | Rússia         | 10.0   | 6  | 7  |
| 8                 | Lilia Moshkovskaya / Viacheslav Chili      | Ucrânia        | 12.0   | 8  | 8  |
| 9                 | Sabrina Lefrançois / Nicolas Osserland     | França         | 13.5   | 9  | 9  |
| 10                | Nicole Hentschel / Matthias Bleyer         | Alemanha       | 15.5   | 11 | 10 |
| 11                | Marni Wade / Lenny Faustino                | Canadá         | 17.0   | 10 | 12 |
| 12                | Erin Elbe / Jeffrey Weiss                  | Estados Unidos | 17.5   | 13 | 11 |
| 13                | Anna Adashkevich / Vitali Dubina           | Ucrânia        | 19.0   | 12 | 13 |
| 14                | Ulrike Rumi / David Jäschke                | Alemanha       | 21.0   | 14 | 14 |
| 15                | Isabelle Gauthier / Danny Provost          | Canadá         | 22.5   | 15 | 15 |
| 16                | Ekaterina Danko / Gennadi Emelinenko       | Bielorrússia   | 24.0   | 16 | 16 |
| 17                | Ulrike Gerstl / Björn Lobenwein            | Alemanha       | 25.5   | 17 | 17 |
| 18                | Emily Minns / Terence Lyness               | Austrália      | 26.0   | 18 | 18 |
| 19                | Olga Boguslavska / Jurij Salmanov          | Letônia        | 28.5   | 19 | 19 |

### Dança no gelo
| Pos.              | Nome                                      | Nacionalidade    | Pontos | DC1 | DC2 | DO | DL |
| ----------------- | ----------------------------------------- | ---------------- | ------ | --- | --- | -- | -- |
| Medalha de ouro   | Ekaterina Davydova / Roman Kostomarov     | Rússia           | 3.0    | 2   | 2   | 2  | 1  |
| Medalha de prata  | Isabelle Delobel / Olivier Schoenfelder   | França           | 3.0    | 1   | 1   | 1  | 2  |
| Medalha de bronze | Natalia Gudina / Vitali Kurkudym          | Ucrânia          | 6.8    | 4   | 3   | 4  | 3  |
| 4                 | Amanda Cotroneo / Mark Bradshaw           | Canadá           | 8.0    | 3   | 3   | 3  | 5  |
| 5                 | Nina Ulanova / Mikhail Stifunin           | Rússia           | 10.4   | 7   | 7   | 6  | 4  |
| 6                 | Magali Sauri / Nicolas Salicis            | França           | 11.2   | 6   | 5   | 5  | 6  |
| 7                 | Jolanta Bury / Lukasz Zalewski            | Polônia          | 13.4   | 5   | 6   | 7  | 7  |
| 8                 | Marta Grimaldi / Giulio Feliziani         | Itália           | 16.0   | 8   | 8   | 8  | 8  |
| 9                 | Anastasia Belova / Maxim Staviyski        | Rússia           | 18.4   | 10  | 10  | 9  | 9  |
| 10                | Jessica Joseph / Charles Butler           | Estados Unidos   | 19.6   | 9   | 9   | 10 | 10 |
| 11                | Anne-Sophie Lefebvre / Marcel Taberlet    | França           | 22.4   | 12  | 12  | 11 | 11 |
| 12                | Aleksandra Kauc / Michal Przyk            | Polônia          | 24.6   | 11  | 11  | 12 | 13 |
| 13                | Stephanie Rauer / Thomas Rauer            | Alemanha         | 25.2   | 14  | 13  | 13 | 12 |
| 14                | Stefania de Luca / Massimiliano Acquaviva | Itália           | 28.8   | 15  | 14  | 15 | 14 |
| 15                | Agata Błażowska / Marcin Kozubek          | Polônia          | 29.0   | 13  | 15  | 14 | 15 |
| 16                | Krisztina Szabó / Tamas Sari              | Hungria          | 32.4   | 17  | 17  | 16 | 16 |
| 17                | Andrea Kuncova / Jiri Prochazka           | República Tcheca | 34.6   | 16  | 16  | 17 | 18 |
| 18                | Eliane Hugentobler / Daniel Hugentobler   | Suíça            | 35.0   | 18  | 18  | 18 | 17 |
| 19                | Sinead Kerr / Jamie Ferguson              | Reino Unido      | 38.0   | 19  | 19  | 19 | 19 |
| 20                | Laura Currie / Jeff Smith                 | Canadá           | 40.2   | 20  | 21  | 20 | 20 |
| 21                | Zuzana Babusikova / Marian Mesaros        | Eslováquia       | 41.8   | 21  | 20  | 21 | 21 |
| 22                | Rie Arikawa / Kenji Miyamoto              | Japão            | 44.0   | 22  | 22  | 22 | 22 |
| 23                | Tae-Hwa Yang / Chuen-Gun Lee              | Coreia do Sul    | 46.0   | 23  | 23  | 23 | 23 |
| 24                | Julia Ryzhova / Andrei Dryganov           | Uzbequistão      | 48.0   | 24  | 24  | 24 | 24 |

## Quadro de medalhas
| Ordem | País           | Medalha de ouro | Medalha de prata | Medalha de bronze |    | Ordem por total |
| ----- | -------------- | --------------- | ---------------- | ----------------- | -- | --------------- |
| 1     | Rússia         | 4               | 1                | 1                 | 6  | 1               |
| 2     | Ucrânia        |                 | 1                | 1                 | 2  | 2               |
| 3     | França         |                 | 1                |                   | 1  | 3               |
| 3     | Japão          |                 | 1                |                   | 1  | 3               |
| 5     | China          |                 |                  | 1                 | 1  | 3               |
| 5     | Estados Unidos |                 |                  | 1                 | 1  | 3               |
| TOTAL | TOTAL          | 4               | 4                | 4                 | 12 | —               |